# Iglesjön, Skåne
Iglesjön är en sjö i Svedala kommun i Skåne och ingår i Nybroån-Sege ås kustområde.